# Quốc khánh Cộng hòa Nhân dân Trung Hoa

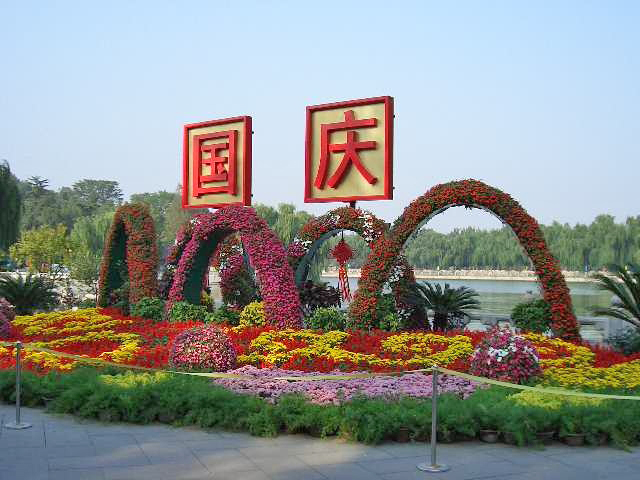
Công viên Bắc Hải năm 2004

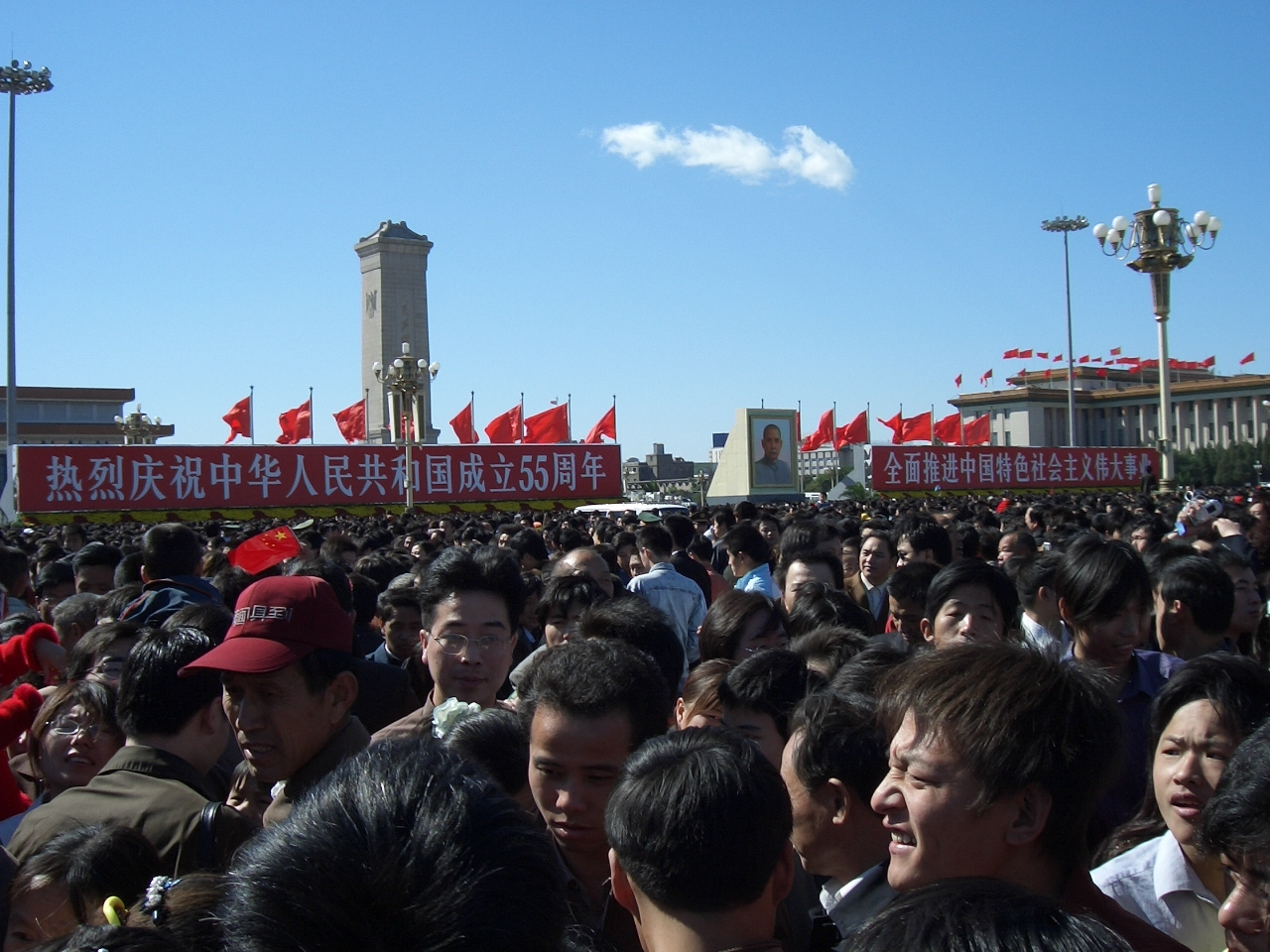
Quảng trường Thiên An Môn năm 2004

Ngày Quốc khánh nước Cộng hòa Nhân dân Trung Hoa là ngày lễ kỷ niệm sự ra đời của nước Cộng hòa nhân dân Trung Hoa, được kỷ niệm hàng năm vào ngày 1 tháng 10. Ngày này ở Trung Quốc đại lục, Hồng Kông, Ma Cao được quy định là ngày lễ pháp định hoặc là ngày nghỉ của công chúng.